# ارنی هوایر
ارنی هوایر (انگلیسی: Arne Høyer؛ ۹ نوامبر ۱۹۲۸ – ۲ آوریل ۲۰۱۰ (aged 81)) ورزشکار اهل دانمارک بود.
وی در مسابقات کشوری و بین‌المللی در مجموع برندهٔ ۱ مدال برنز شده‌است.